# Théorème de Kronecker
Cet article concerne la structure des groupes abéliens finis. Pour d'autres notions ou résultats portant le nom de Kronecker, voir Leopold Kronecker.

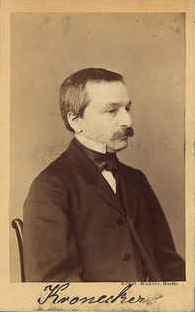
Leopold Kronecker

En algèbre et plus particulièrement en théorie des groupes, le théorème de structure des groupes abéliens finis est aussi appelé théorème de Kronecker[réf. souhaitée]. Il affirme que tout groupe abélien fini est isomorphe à un produit direct de groupes cycliques.
Ce théorème fut démontré par Leopold Kronecker en 1870. En 1868, Ernst Schering (de) l'avait démontré pour certains  « groupes de classes ». La démonstration de Kronecker répétait celle de Schering, mais dans un cadre plus abstrait et donc plus général.
Le théorème s'étend aux groupes abéliens de type fini. C'est un cas particulier du théorème des facteurs invariants.

## Énoncé du théorème
Soit G un groupe abélien fini.

Il existe une unique suite (a1,a2,...,ak) d'entiers > 1 telle que G soit isomorphe au produit direct des groupes cycliques de cardinal les différents éléments de la suite
{\displaystyle G\simeq \mathbb {Z} /a_{1}\mathbb {Z} \times \mathbb {Z} /a_{2}\mathbb {Z} \times \cdots \times \mathbb {Z} /a_{k}\mathbb {Z} }
et que ai+1 divise ai pour tout entier i entre 1 et k – 1.
Les éléments de cette suite sont appelés facteurs invariants de G.

## Démonstration
Il existe de nombreuses manières de démontrer ce théorème. Une des méthodes les plus expéditives utilise la théorie des représentations des groupes. Il en existe d'autres utilisant par exemple les caractères.
La démonstration proposée ici reste dans le cadre strict de la théorie des groupes. L'existence d'une décomposition se fonde sur le lemme 1 suivant, qui utilisera le lemme 2 :
Lemme 1 — Pour tout groupe abélien fini G d'exposant e, tout sous-groupe cyclique d'ordre e de G est facteur direct dans G.
Lemme 2 — Soient e et m deux entiers > 0 tels que m divise e, et H un sous-groupe du groupe cyclique {\displaystyle \mathbb {Z} _{m}}. Tout morphisme {\displaystyle \rho :H\to \mathbb {Z} _{e}} s'étend en un morphisme {\displaystyle \rho ':\mathbb {Z} _{m}\to \mathbb {Z} _{e}}.

## Applications
- Dans la décomposition ci-dessus, l'exposant de G est égal à a1 et l'ordre de G à a1…ak. Par conséquent, un groupe abélien fini est cyclique dès que son ordre est :
  - inférieur ou égal à son exposant. En particulier, tout sous-groupe fini du groupe multiplicatif d'un corps commutatif est cyclique[3].
  - ou sans facteur carré.
- Deux groupes abéliens finis sont isomorphes dès que le nombre d'éléments de chaque ordre est le même pour ces deux groupes. En effet, on peut retrouver les facteurs invariants à partir de cette donnée[4]. La condition « abéliens » est indispensable : il existe par exemple[5], pour tout nombre premier impair p, deux groupes d'ordre p3 et d'exposant p : le groupe abélien (ℤp)3 et le groupe de Heisenberg sur Fp.